# Balin Dol
Balin Dol (makedonsky: Балин Дол, albánsky: Balindoll) je vesnice v Severní Makedonii. Nachází se v opštině Gostivar v Položském regionu. 
Podle sčítání lidu z roku 2021 žije ve vesnici 2 059 obyvatel. Etnickými skupinami jsou:
- Albánci – 1 651
- Makedonci – 319
- Turci – 13
- Srbové – 2
- ostatní – 73